# Мальжин
Мальжин (пол. Malżyn) — село в Польщі, у гміні Ліпник Опатовського повіту Свентокшиського воєводства.
Населення — 173 особи (2011).
У 1975–1998 роках село належало до Тарнобжезького воєводства.

## Демографія
Демографічна структура на день 31 березня 2011 року:
|          | Загалом | Допрацездатний вік | Працездатний вік | Постпрацездатний вік |
| -------- | ------- | ------------------ | ---------------- | -------------------- |
| Чоловіки | 78      | 13                 | 55               | 10                   |
| Жінки    | 95      | 24                 | 46               | 25                   |
| Разом    | 173     | 37                 | 101              | 35                   |